# Корюкивски район
Корюкивски район (на украински: Корюківський район) е район на Черниговска област, Северна Украйна. Центърът на района е град Корюкивка. Населението на района е 91 700 души (2020). 

## История
На 18 юли 2020 г., като част от административната реформа на Украйна, броят на районите на Черниговска област е намален на пет, а територията на Корюкивски район е значително разширена. Два предишни района – Сновски и Сосницки, както и част от Менски район са включени в Корюкивски район.

## Подразделения
След реформата от 2020 г. районът се състои от 5 громади.